# Primaklima
Primaklima e.V. (Eigenschreibweise in Kapitälchen) ist ein gemeinnütziger Verein, der 1991 gegründet wurde und sich für den Klimaschutz durch Waldprojekte engagiert.

## Ziel und Maßnahmen
Ziel der Non-Profit-Organisation Primaklima ist es, die CO2-Konzentration in der Atmosphäre zu senken. Dies soll durch die Vermeidung und Reduzierung des Ausstoßes von Treibhausgasen und durch die Initiierung von Aufforstungsprojekten sowie den Schutz von Wäldern erreicht werden.  Der Verein setzt sich für den Erhalt und die Aufforstung von Wäldern ein und unterstützt Projekte, bei denen Wälder u. a. in Bolivien, Nicaragua, Uganda und Deutschland ausgebaut wurden.

## Transparenz
Der Verein ist Unterzeichner der Initiative Transparente Zivilgesellschaft Seit Mai 2010 wird Primaklima vom Deutschen Zentralinstitut für soziale Fragen (DZI) mit dem DZI-Spenden-Siegel ausgezeichnet. Die von dem Verein vorgelegten Unterlagen werden jährlich geprüft. Er wird vom Deutschen Zentralinstitut für soziale Fragen (DZI) als „förderungswürdig“ angesehen.

## Projekte
Primaklima arbeitet an verschiedenen Einzelprojekten in mehreren Ländern. Aktuell unterstützt der Verein zertifizierte Projekte in Uganda, Nicaragua und Indonesien. Der Verein initiiert zudem Aufforstungsprojekte in Deutschland und pflanzt dabei auch im Rahmen von Schulprojekten Bäume gemeinsam mit Kindern.

## Unterstützer
Im Jahr 2022 veranstaltete der Pianist Jan Simowitsch eine Konzerttournee durch Deutschland für Primaklima unter dem Motto Alles für die Bäume und gab 26 Konzerte zwischen Flensburg und Regensburg. Dabei legte er binnen drei Monaten die gesamte Strecke klimaneutral mit dem Fahrrad zurück und spendete den kompletten Konzerterlös zugunsten von Baumpflanzungen in Nicaragua.

## Rezeption
In der Ausgabe 03/2018 von Stiftung Warentest landete Primaklima hinter Atmosfair und der Klima-Kollekte mit sehr guter Bewertung auf dem 3. Platz von 6 getesteten Anbietern. Laut Ökotest zählt Primaklima zu den fünf empfehlenswerten Organisationen in diesem Bereich und ist laut Capital einer der sieben wichtigsten Anbieter für CO₂-Ausgleich in Deutschland.